# 富安陽子
富安 陽子（とみやす ようこ、1959年2月15日 - ）は、日本の児童文学作家。

## 経歴
豊島区千早町生まれ。父は長崎県対馬出身、母は富山県出身。祖母、伯母とも同居しており、幼い頃は妖怪などの不思議な話を聞いて育った。
父親の仕事の都合により、1962年にトロントへ移住。5歳で帰国。1965年から1970年にかけて2人の弟が生まれ、大阪府池田市、千里ニュータウンなどに住む。このころ『風にのってきたメアリーポピンズ』や『813の謎』などの児童文学に夢中になる。
1977年、高校在学中より書いていた3篇の童話を集めた『童話集』を、両親による卒業時の記念として100部ほど自費出版する。収録作品は「菜の子先生」「東池」「虎落笛」で、「菜の子先生」と「虎落笛」はのちに出版する作品の原案となった。同年、和光大学人文学部に入学。大学では平安文学を専攻し、源氏物語の中の生霊や鬼の話に惹かれて妖怪伝承や昔話の世界にのめりこむ。
1979年、レポートとして提出した『童話集』が雑誌『子どもの館』（8巻7号）に掲載される。
1981年、大学卒業後にコピーライターやアルバイトとして報知新聞社での連絡係などを務める。
1991年、『クヌギ林のザワザワ荘』で第24回日本児童文学者協会新人賞、第40回小学館文学賞を受賞。1997年、「小さなスズナ姫」シリーズで新美南吉児童文学賞を受賞。2001年、『空へつづく神話』でサンケイ児童出版文化賞を受賞。『やまんば山のモッコたち』がIBBY（国際児童図書評議会）オナーリスト2002文学作品に選出。2011年、『盆まねき』で第49回野間児童文芸賞、第59回産経児童出版文化賞フジテレビ賞を受賞。2018年、JBBY（日本国際児童図書評議会）による選考会で国際アンデルセン賞の候補者として日本の作家部門に選ばれる。2021年、『さくらの谷』で第52回講談社絵本賞を受賞。

## 著書
- 『クツなんていらない』（斗夢書房） 1984.11
- 『やまんば山のモッコたち』（福音館書店） 1986.12
- 『クヌギ林のザワザワ荘』（あかね書房） 1990.6
- 『キツネ山の夏休み』（あかね書房） 1994.7
- 『おとうさんの玉手箱』（ほるぷ出版） 1994.9
- 『まんげつ小学校の夜』（新日本出版社） 1995.9
- 『ケンカオニ』（福音館書店） 1996
- 『ねこなき山小学校』（教育画劇） 1996.11
- 『レンゲ畑のまんなかで』（あかね書房） 1997.3
- 『だんだら山のバク博士』（理論社） 1997.6
- 『カドヤ食堂のなぞなぞ』（新日本出版社） 1997.8
- 『ガマ田先生にまかせなさい』（学習研究社） 1997.10
- 『ぼっこ』（偕成社） 1998.6
- 『キツネのまいもん屋』（新日本出版社） 1998.10
- 『ねこじゃら商店へいらっしゃい』（ポプラ社） 1999.5
- 『ぞうっていいなあ』（福音館書店） 1999.10
- 『空へつづく神話』（偕成社） 2000.6
- 『かぐら山の大男』（あかね書房） 2000.7
- 『かくれ山の冒険』（PHP研究所） 2000.10
- 『やまんば山のモッコたち』（福音館書店） 2000.11
- 『トラのナガシッポ』（福音館書店） 2001.4
- 『幽霊屋敷貸します』（新日本出版社） 2001.7
- 『ほこらの神さま』（偕成社） 2002.1
- 『タコのオクトくん』（ポプラ社） 2002.6
- 『キツネ和尚と大フクロウ』（あかね書房） 2002.9
- 『虎落笛』（ あかね書房） 2002.12
- 『竜の巣』（ポプラ社） 2003.12、のちポケット文庫
- 『さいでっか見聞録』（偕成社） 2007.5
- 『コンビニエンス・ドロンパ』（童心社） 2008.6
- 『ガタゴトシュットンなんのおと?』（学習研究社） 2008.8
- 『もしも、ぼくがサンタクロースとともだちだったら…』（くもん出版） 2009.11
- 『とどろケ淵のメッケ』（佼成出版社） 2010.4
- 『盆まねき』（偕成社） 2011.7
- 『あのくもなあに?』（福音館書店） 2011.7
- 『やまんばあかちゃん』（理論社） 2011.7
- 『わがはいはのっぺらぼう』（福音館書店） 2011.10
- 『ふたつの月の物語』（講談社） 2012.10
- 『かいじゅうのさがしもの』（ひさかたチャイルド） 2012.11
- 『アヤカシさん』（福音館書店） 2014.10
- 『それいけ! ぼっこくん』（偕成社） 2015.2
- 『オニのサラリーマン』（福音館書店） 2015.10
- 『天と地の方程式』（講談社） 2016.5
- 『もとこども』（ポプラ社） 2016.5
- 『天の川のラーメン屋』（講談社） 2017.2
- 『絵物語 古事記』（偕成社） 2017.12
- 『もういいかあい? はるですよ』（福音館書店） 2018.3

### 「小さなスズナ姫」シリーズ
（飯野和好絵、偕成社）
1. 『スズナ沼の大ナマズ』 1996.3
2. 『小さな山神スズナ姫』 1996.3
3. 『大雲払いの夜』 1996.10
4. 『くらやみ谷の魔物』 1996.12

### 「ムジナ探偵局」シリーズ
（おかべりか画、童心社）
1. 『ムジナ探偵局』 1999.3、のち『ムジナ探偵局 名探偵登場!』に改題
2. 『ムジナ探偵局 なぞの挑戦状』 2000.6
3. 『ムジナ探偵局 闇に消えた男』 2001.7
4. 『ムジナ探偵局 満月池の秘密』 2002.10
5. 『ムジナ探偵局 本日休業』 2004.4
6. 『ムジナ探偵局 榎稲荷の幽霊』 2007.10
7. 『ムジナ探偵局 満月池の秘密』 2007.10
8. 『ムジナ探偵局 本日休業』 2007.10
9. 『ムジナ探偵局 闇に消えた男』 2007.10
10. 『ムジナ探偵局 なぞの挑戦状』 2007.10
11. 『ムジナ探偵局 完璧な双子』 2008.9
12. 『ムジナ探偵局 学校の七不思議』 2012.10
13. 『ムジナ探偵局 火の玉合戦』 2014.9

### 「やまんばあさん」シリーズ
（大島妙子絵、理論社）
1. 『ドングリ山のやまんばあさん』 2002.9
2. 『やまんばあさん海へ行く』 2003.11
3. 『やまんばあさんの大運動会』 2005.12
4. 『やまんばあさんのむかしむかし』 2007.7
5. 『やまんばあさんとなかまたち』 2008.11

### 「菜の子先生」シリーズ
（YUJI絵、福音館書店）
1. 『菜の子先生がやってきた! 学校ふしぎ案内・つむじ風の一学期』 2003.5
2. 『菜の子先生は大いそがし! 学校ふしぎ案内・あらしを呼ぶ二学期』 2005.3
3. 『菜の子先生はどこへ行く? 学校ふしぎ案内・花ふぶきの三学期』 2008.5
4. 『菜の子先生の校外パトロール』 2011.3

### 「シノダ!」シリーズ
（大庭賢哉絵、偕成社）
1. 『シノダ! チビ竜と魔法の実』 2003.7、のち新潮文庫
2. 『シノダ! 樹のことばと石の封印』 2004.9、のち新潮文庫
3. 『シノダ! 鏡の中の秘密の池』 2006.11
4. 『シノダ! 魔物の森のふしぎな夜』 2008.11
5. 『シノダ! 時のかなたの人魚の島』 2010.7
6. 『シノダ! キツネたちの宮へ』 2012.1
7. 『シノダ! 消えた白ギツネを追え』 2012.12
8. 『シノダ! 都ギツネの宝』 2014.10
9. 『シノダ! 夏休みの秘密の友だち』 2015.6
10. 『シノダ! 指きりは魔法のはじまり』 2016.11
11. 『シノダ! 夢の森のティーパーティー』 2019.9
12. 『シノダ! 初音一族のキツネたち』 2024.11

### 「やまんばのむすめまゆのおはなし」シリーズ
（降矢なな絵、福音館書店）
1. 『まゆとおに』 1999
2. 『まゆとブカブカブー』 2001.12
3. 『まゆとおに やまんばのむすめまゆのおはなし』（こどものとも傑作集） 2004.3
4. 『まゆとりゅう やまんばのむすめまゆのおはなし』（こどものとも傑作集） 2008.2

### 「内科・オバケ科ホオズキ医院」シリーズ
（小松良佳絵、ポプラ社）
1. 『オバケだって、カゼをひく!』 2006.1
2. 『タヌキ御殿の大そうどう』 2007.1
3. 『学校のオバケたいじ大作戦』 2007.8
4. 『鬼灯先生がふたりいる!?』 2008.11
5. 『オバケに夢を食べられる!?』 2010.1
6. 『SOS! 七化山のオバケたち』 2010.12
7. 『ぼくはオバケ医者の助手!』 2011.12

### 「スギナ屋敷のオバケさん」シリーズ
（たしろちさと絵、ひさかたチャイルド）
1. 『スギナ屋敷のオバケさん オバケ屋敷にお引っ越し』 2016.3
2. 『スギナ屋敷のオバケさん オバケとキツネの術くらべ』 2017.3